# Lidértejed
Lidértejed (szlovákul Lidér-Tejed, németül Lieder-Tejed) Pódatejed településrésze, 1940-ig önálló falu Szlovákiában, a Nagyszombati kerületben, a Dunaszerdahelyi járásban.

## Fekvése
Dunaszerdahelytől 2 km-re délkeletre fekszik. Pódafa, Lidértejed és Csenkeszfa településeket Pódatejed néven 1940-ben egyesítették.

## Története
1323-ban említik először. 1739-ben a gróf Cseszneky örökösök, valamint a Hegyi és Oross családok birtoka bolt.
Vályi András szerint "Lichtér Tejed. Magyar falu Pozsony Várm. földes Urai több Urak, lakosai katolikusok, fekszik Bodafához nem meszsze; határja 2 nyomásbéli, rozsot leginkább terem, erdeje nints, réttye, legelője kevés, piatza Szerdahelyen; e’ helységnek határjában némelly földek Apátúrföldgyének neveztetnek, a’ Benediktinusoké vólt, most camerális, és árendáltatnak."
Fényes Elek szerint "Tejed, (Elő, Ledér, Ollé), 3 egymáshoz közel fekvő m. falu, Poson vmegyében, Szerdahely mellett. Az első 253 kath., 11 re., 64 zsidó; a második 202 kath., 11 zsidó. A harmadik 105 kath. lak. F. u. nemesek. Ut. p. Somorja."
A trianoni békeszerződésig Pozsony vármegye Dunaszerdahelyi járásához tartozott.

## Népessége
1910-ben 285, túlnyomórészt magyar lakosa volt.
2001-ben Pódatejed 762 lakosából 599 magyar és 139 szlovák volt.

## Külső hivatkozások
- Községinfó
- Lidértejed Szlovákia térképén